# 田渕岩夫の得ダネ!てれび
『田渕岩夫の得ダネ!てれび』（たぶちいわおのとくダネテレビ）は、2008年（平成20年）3月28日までKBS京都テレビで前身番組群も含めて17年以上放送されていた情報番組。パーソナリティを務めた田渕岩夫の冠番組である。
前身は1990年代前半に同じくKBSで放送されていた2時間番組『田渕岩夫のハッスルわいど』で、途中、KBSの経営危機を背景とした『出直しワイド・京の月〜金生テレビ』（この時期のみ夕方の放送）への改題を挿んで本番組へとリニューアルした。最終回では、歴代の女性アシスタントが勢ぞろいで出演した。
番組の終了後、替わって後継番組の『ぽじポジたまご』がスタートし、同番組司会の大浦理子が朝ワイドの顔になった。田渕はその後、火曜夕方に放送の『田渕岩夫のもうかりまっか?』でリポーターを務めている。

## 放送時間
- 月曜日 - 木曜日 11:00 - 11:55 （1991年4月 - 1996年9月）
- 月曜日 - 木曜日 11:00 - 12:25 （1996年10月 - 1998年3月） - 『京都新聞ニュース』を内包。
- 月曜日 - 木曜日 11:00 - 11:55 （1998年4月 - 1999年3月） - 『京都新聞ニュース』を分離。
- 月曜日 - 金曜日 11:00 - 11:55 （1999年4月 - 2000年3月）
- 月曜日 - 金曜日 10:30 - 11:24 （2000年4月 - 2001年9月）
- 月曜日 - 金曜日 10:30 - 11:54 （2001年10月 - 2002年3月）
- 金曜日 10:00 - 11:54 （2002年4月 - 2003年3月） - 『らぶかん』の放送開始に伴い、『田渕岩夫の得ダネ!てれび 週刊金よ〜び』と題して週に1回の放送に縮小。
- 月曜日 - 金曜日 11:00 - 11:54 （2003年4月 - 2004年3月） - 『らぶかん』の終了に伴い、帯番組に復帰。
- 月曜日 - 金曜日 11:00 - 11:59 （2004年4月 - 2006年3月） - 『京都新聞ニュース』を再び内包。
- 月曜日 - 金曜日 10:30 - 11:59 （2006年4月 - 2006年12月）
- 月曜日 - 金曜日 10:30 - 11:30 （2007年1月 - 2008年3月28日）

### 備考
特別番組の編成や京都府議会中継がある日には12:00 - 12:54に放送された。
かつては夕方（のちに14時台または16時台）に再放送が行われていたが、本放送が週に1回になったのを受けて2002年3月いっぱいで終了した。ちなみに、この再放送では本放送で伝えたニュースと天気予報もそのまま再放送されていた。

## 出演者

### パーソナリティ
- 田渕岩夫

### アシスタント
- 赤瀬美保（1996年3月まで）
- 田丸佳代子（1996年4月 - 1998年3月）
- 和泉夏子（1998年4月 - 2003年9月）
- 李由美（2003年10月 - 2006年9月）
- あだち理絵子（2006年10月 - 2008年3月28日）

### リポーター
- 2003年 - 2004年度
  - 月曜日 朋原エミ
  - 火曜日 武村陽子
  - 水曜日 箱田奈穂子
  - 木曜日 池澤はづき
  - 金曜日 北脇美穂（美穂）
- 2005年度
  - 月曜日 宮本聖子
  - 火曜日 大塚みな
  - 水曜日 山本麻生
  - 木曜日 宮崎留実
  - 金曜日 藤田瞳
- 2006年度
  - 月曜日 野上マヤ
  - 火曜日 田口真里
  - 水曜日 山本量子
  - 木曜日 河田直子
  - 金曜日
    - 4月 - 6月 海家由樹子
    - 7月 - 3月 植村亜紀
- 2007年度
  - 月曜日 野上マヤ
  - 火曜日 田口真里
  - 水曜日 山本量子
  - 木曜日 園美智子
  - 金曜日 川口友子

## コーナー
- 小判ザクザクうちでのこづち - 視聴者が現金および商品獲得ゲームに挑戦するコーナーで、田渕が視聴者からの応募ハガキを引いて挑戦者を決めていた。
- しろたまの星空うらない（月1回・月曜日)
- りえちゃんのクッキンGoo! （火曜日）
- デジぶら（水曜日）
- 映画情報コーナー（木曜日）
- 週末得ダネ瓦版（金曜日）
- 京都新聞ニュース（手話通訳入り）
- 天気予報（日健総本社提供）